# Maman a cent ans
Pour plus de détails, voir Fiche technique et Distribution.
Maman a cent ans (Mamá cumple cien años) est un film franco-espagnol réalisé par Carlos Saura, sorti en 1979.
L'action reprend les personnages et se déroule dans les mêmes lieux que le film Anna et les Loups (Ana y los lobos), sorti en 1973.
Le film remporte le prix spécial du jury au Festival international du film de Saint-Sébastien 1979. Sélectionné par l'Espagne, en 1980, pour représenter le pays à la 52e cérémonie des Oscars, il est nommé pour l'Oscar du meilleur film en langue étrangère.

## Synopsis
Anna est vivante et mariée à Antonio. Les deux viennent en visite dans le manoir où Anna fut nounou quelques années auparavant, afin de fêter les cent ans de la matriarche de la famille. Au cours de la réunion, elle découvre que José est mort depuis trois ans, que Juan a quitté sa femme et que Fernando, qui vit toujours avec sa mère, a une nouvelle lubie : il tente sans relâche de faire voler en vain son deltaplane. Restent les trois filles qui ont bien grandi. Au cours de la journée, Juan arrive pour fêter l'anniversaire avec une idée en tête : tuer, avec l'aide de Fernando et Luchy, la grand-mère, afin de toucher l'héritage. 

## Fiche technique
- Titre original : Mamá cumple cien años
- Titre français : Maman a cent ans
- Réalisation : Carlos Saura
- Scénario : Carlos Saura
- Décors : Antonio Belizón
- Costumes : Maiki Marín
- Photographie : Teodoro Escamilla
- Son : Bernardo Menz
- Montage : Pablo G. del Amo
- Production : Elías Querejeta
- Production déléguée : Tony Molière, Claude Pierson
- Sociétés de production : 
  -  Elías Querejeta Producciones Cinematográficas
  -  Les Films Molière,  Pierson Productions
- Pays de production :  Espagne,  France
- Langue originale : espagnol
- Format : couleur (Eastmancolor) — 35 mm — son Mono
- Genre : Comédie
- Durée : 95 minutes
- Dates de sortie :  
  - Espagne : 17 septembre 1979
  - France : 7 novembre 1979
  - Belgique : 24 mai 1980

## Distribution
- Geraldine Chaplin (VF : Béatrice Delfe) : Ana
- Amparo Muñoz (VF : Marion Loran) : Natalia
- Fernando Fernán Gómez (VF : René Arrieu) : Fernando
- Norman Briski (VF : Edmond Bernard) : Antonio
- Rafaela Aparicio (VF : Marie Francey) : Maman
- Charo Soriano : Luchi
- José Vivó (VF : Francis Lax) : Juan
- Ángeles Torres (VF : Sylvie Feit) : Carlota
- Elisa Nandi : Victoria
- Rita Maiden : Solange
- Monique Ciron : Anny
- José María Prada (VF : Yves Massard) : José

## Récompense
- Festival international du film de Saint-Sébastien 1979 : Prix spécial du jury

### Nomination
- Oscars 1980 : Nomination pour l'Oscar du meilleur film en langue étrangère